# 데 페라리역
데 페라리 역 (De Ferrari)은 제노바 지하철의 역이다. 이탈리아 제노바 도심의 데 페라리 광장에 위치해 있다. 카를로 펠리체 극장, 갈레리아 마치니, 두칼레 궁전, 디에치 세템브레 가 (Via XX Settembre)와도 가깝다.
데 페라리 역은 제노바 지하철의 다른 역과 마찬가지로 렌초 피아노의 초안에 렌초 트루펠리가 마무리한 설계도를 토대로 지어졌으며, 2005년 2월 4일에 문을 열었다. 이후 2012년 브리뇰레 역으로 연장되기 전까지는 제노바 지하철의 시종착역이었다.